# Tiandu (köpinghuvudort i Kina, Hainan Sheng, lat 18,28, long 109,58)
Tiandu (kinesiska: 田独, 田独镇) är en köpinghuvudort i Kina. Den ligger i provinsen Hainan, i den södra delen av landet, omkring 210 kilometer söder om provinshuvudstaden Haikou. Antalet invånare är 92 316. Befolkningen består av 44 015 kvinnor och 48 301 män. Barn under 15 år utgör 12,0 %, vuxna 15-64 år 84 %, och äldre över 65 år 2,0 %.
Närmaste större samhälle är Sanya, 9,4 km sydväst om Tiandu. I omgivningarna runt Tiandu växer i huvudsak städsegrön lövskog.
Genomsnittlig årsnederbörd är 2 251 millimeter. Den regnigaste månaden är juli, med i genomsnitt 369 mm nederbörd, och den torraste är januari, med 17 mm nederbörd.